# 2b2t
A 2b2t (2builders2tools) egy Minecraft-szerver, amelyet 2010 decemberében alapítottak. A szerver alapvető elve, hogy nincsenek szabályok – a játékosokat nem tiltják ki véglegesen –, az ilyen típusú szervereket pedig a Minecraft közösségben „anarchiaszerverként” ismerik. Ennek következtében a játékosok gyakran foglalkoznak más játékosok és csoportok alkotásainak lerombolásával, amit köznyelvben „griefing”-nek neveznek, valamint módosított szoftverek használatával történő csalással, hogy előnyhöz jussanak.
A 2b2t a legrégebbi anarchiaszerver a Minecraftban, valamint az egyik utolsó, még működő 2010-es években alapított Minecraft szerver. A szerver folyamatosan „nehéz” (hard) nehézségi fokozaton fut, a játékosok közötti harc (PvP) pedig engedélyezett. Több mint 780 000 játékos fedezte már fel az eljárásosan generált térképet, amelynek fájlmérete mára közel 60 terabájtra nőtt. A hírmédia gyakran a „legrosszabb Minecraft szerverként” emlegeti a toxikus játékoskultúrája miatt.

## Története

A szerver első logója, melyet 2010-től egészen 2017-ig használtak

### 2010–2016: A szerver alapítása és a kezdetek
A 2b2t Minecraft szervert 2010 decemberében alapították, és azóta folyamatosan működik újraindítás (reset) nélkül. Az alapítók kiléte ismeretlen, mivel névtelenek kívánnak maradni, vagy csak felhasználónevük alapján ismertek; a legismertebb alapítót „Hausemaster” néven emlegetik. A szerver minimális szabályozással működik, mint „anarchiaszerver”; a szerver üzemeltetői – néhány, a játék működését teljesen ellehetetlenítő hibát leszámítva – jellemzően nem avatkoznak be a működésbe.
A szerver szabálymentes stílusának eredetéről többféle magyarázat létezik. Egyik szerverüzemeltető a Vice-nak azt nyilatkozta, hogy a szerver kezdetben hagyományos Minecraft szerver volt, majd ő és barátai úgy döntöttek, „megnyitják a nyilvánosság számára, hogy megnézzék, mekkora pusztítást lehet okozni”, és különböző internetes felületeken kezdték el ezt hirdetni. A 2b2t játékosa és amatőr archivistája, James Rustles szerint Hausemaster vette át a szerver irányítását az eredeti alapítótól, aki már ezelőtt is egy Garry’s Mod szerverén a lehető legnagyobb játékosszabadság elvét követte, és ugyanezt az elvet ültette át a 2b2t-re is.
A szervert nem sokkal létrehozása után elkezdték hirdetni olyan online fórumokon, mint a 4chan, a Facepunch Studios és a Reddit, melyek felhasználói százával csatlakoztak, vonzódva a teljes szabadsághoz. A különböző fórumok tagjai gyakran rajtaütöttek egymás bázisain a szerveren. Az alapítók idővel abbahagyták a Minecraftozást, de a szerver továbbra is online maradt a kialakult nagy játékosbázis miatt. Egy játékos 2012. március 25-én létrehozott egy subreddit közösséget is a szerverhez kapcsolódóan. 2013 elejére a 2b2t világának – amely eljárásosan generált – fájlmérete meghaladta az 500 gigabájtot. Ez 2015 végére közel egy terabájtra nőtt, és havi 90 amerikai dollárba került a fenntartása.

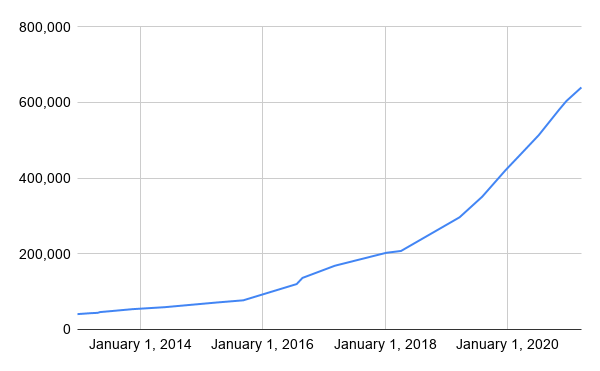
A szerver játékosszáma az idő előrehaladtával folyamatosan növekedett

### 2016–napjainkig: Játékosáradat
2016. június 1-jén a népszerű YouTuber, „TheCampingRusher” feltöltött egy videót YouTube-ra, amelyben a 2b2t szerveren játszik. Ez hatalmas játékosáradatot indított el a csatornája közönségének köréből, akik kezdetben többnyire „turistaként” jelentek meg a szerveren, mivel a videó kevesebb mint négy hónap alatt több mint kétmillió megtekintést ért el. Ez az érdeklődés túlterhelte a szervert és a futtatásához használt hardvert is, aminek hatására egy laza szövetségbe tömörült néhány régi játékos, hogy közösen lépjenek fel az új érkezők ellen.

A szerver logója, melyet 2017-től egészen 2022-ig használtak

Bár az új játékosok – akiket „Rushereknek” neveztek – számában messze felülmúlták a régebbi játékosokat, utóbbiaknak évekre visszanyúló tapasztalatuk és erőforrásaik voltak. Sok veterán játékos próbálta elrettenteni az újakat azzal, hogy elpusztította a szerver kezdőterületét (spawn), lakhatatlanná és rendkívül nehezen elhagyhatóvá téve azt, illetve azzal, hogy folyamatosan megölték az újonnan érkezőket a játékban.
Néhány játékos olyan szerkezeteket épített a játékban, melyeknek kizárólag az volt a céljuk, hogy túlterheljék a szervert – azzal a szándékkal, hogy megnehezítsék TheCampingRusher és rajongói számára a játékot. Egyesek obszcén tartalmakat helyeztek el a kezdőterületen és a játékosok által épített utakon, hogy ezzel elérjék, hogy TheCampingRusher YouTube-videóit eltávolítsák a YouTube szolgáltatási feltételeinek megsértése miatt.
Az új játékosok – annak ellenére, hogy TheCampingRusher kifejezetten kérte őket, hogy ezt ne tegyék – lerombolták a szerveren található bázisokat és emlékműveket, amelyek évek óta léteztek. Ez is hozzájárult ahhoz, hogy a régi játékosok ilyen ellenségesen reagáltak az érkezésükre. Amikor a Newsweek újságírója, Kiberd megkérdezte Hausemastert, hogy rosszallja-e a játékosáradatot, ő így válaszolt: „A 2b2t szerintem egyáltalán nincs tönkretéve – épp olyan, amilyennek lennie kell: teljesen kaotikus.”
A túlterhelt szerver és hardver miatt bevezettek egy belépési várólistát (queue). Ezt megelőzően általában egyszerre körülbelül tíz játékos volt online. Azonban a csúcsponton ezrek várakoztak a bejutásra. A várólista eleinte előnyt biztosított a régi 2b2t játékosoknak az újakkal szemben, bár ezt a funkciót egy év elteltével megszüntették. A normál várólista lassan halad, és gyakran több mint ezer játékos is sorban áll. A várakozást gyakran rendkívül megterhelőnek írják le. Ugyanakkor a játékosok havi 20 amerikai dollárért vásárolhatnak hozzáférést egy külön „prioritásos” várólistához.

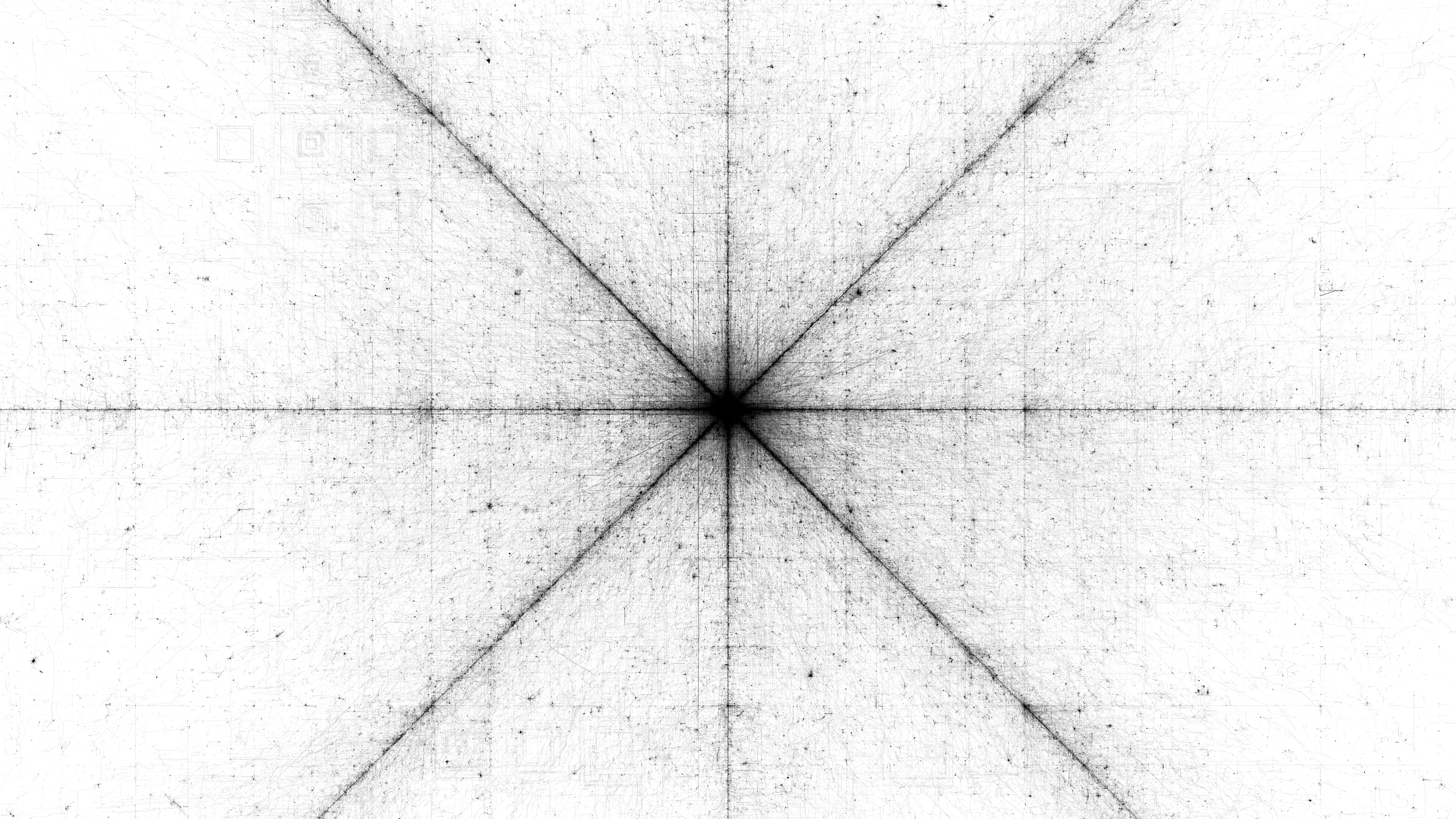
Játékosok elhelyezkedésének hőtérképe a szerveren 2020 márciusától 2021 júliusáig, amelyet a Nocom exploit által gyűjtött adatok segítségével készítettek. Kiemelkednek a nagy forgalmú 'autópályák', amelyek több millió blokkra nyúlnak el a központi spawn régióból.

### 2018–2021: Nocom exploit
2018-ban egy „Nerds Inc.” nevű játékoscsoport egy olyan szoftverhibát fedezett fel a 2b2t szerver szoftverében, amely lehetővé tette a játékosok számára, hogy lekérdezzék távoli területek adatait – olyanokat, amelyeket normál esetben nem lehet megtekinteni. A hatalmas területek betöltése nagy terhelést ró a szerverre, a Nerds Inc. pedig ezt kihasználva ismételten összeomlasztotta a szervert. Ennek célja az volt, hogy rábírják a PaperMC fejlesztőit – ez a 2b2t által használt módosított szerver szoftver – a hiba kijavítására. A hibajavítás azonban egy új sebezhetőséget hozott létre: innentől kezdve a szerver csak akkor válaszolt a távoli területek lekérdezésére, ha azok már be voltak töltve, vagyis volt játékos a közelükben. Ezzel a hibával bárki, aki tudott róla, képes volt ellenőrizni, hogy adott területen tartózkodik-e játékos, és ha igen, lekérhette annak környezetét. A Nerds Inc. ezáltal valós időben képes volt minden online játékos helyének meghatározására és a környezetük megfigyelésére – beleértve a tárgytárolókat és az építményeket is.
A játékosok belépési és kilépési értesítéseit, valamint a területek betöltését és kiürítését időben összevetve a Nerds Inc. pontosan meg tudta határozni, hol tartózkodik egy-egy adott játékos – nemcsak azt, hogy van-e ott valaki. Az exploit hatékonyságát tovább növelte egy adaptív nyomkövető rendszer, amelyet a Nerds Inc. egyik tagja fejlesztett ki. Ez a rendszer Monte Carlo lokalizáció segítségével előre jelezte, merre fognak haladni az egyes játékosok, válaszul arra, hogy a szerver keresési korlátozásokat vezetett be az egyszerűbb keresési módszerek ellen. A többéves megfigyelés során összegyűjtött adatok mennyisége elérte a 2 terabájtot – ez a játékterületek, mozgásútvonalak és bázisok helyének részletes nyilvántartása volt.
A Nerds Inc.-cel részben átfedésben lévő egyik csoport hozzájutott számos bázis helyéhez, amelyeket kifosztottak – összesen 200 millió játékbeli tárgyat zsákmányoltak. A kihasználást titokban tartották, hamis történeteket kitalálva a bázisok pusztulásáról, és „gaslightingot” alkalmaztak, hogy elrejtsék az igazságot. Az exploitnak a „Nocom” nevet adták – az „no comment” rövidítéseként. 2021-ben egy másik csoport, az „Infinity Incursion”, függetlenül kifejlesztette a Nocom egy egyszerűbb változatát. Az ő kevésbé titkos használatuk miatt más játékoscsoportok is elkezdtek tudomást szerezni a Nocom létezéséről. 2021. július 15-én a szerver adminja, Hausemaster olyan változtatásokat vezetett be a 2b2t-n, amelyek véglegesen befoltozták a sebezhetőséget. A Nocom következményeként rengeteg bázist és tárgykészletet kifosztottak vagy megsemmisítettek – összesen körülbelül 15 000 bázist fedeztek fel. Rich Stanton, a PC Gamer újságírója a Nocom-ot a szerver történetének egyik legerőteljesebb eseményeként írta le.

### 2023: Frissítés 1.19-re
2023. augusztus 14-én a 2b2t lefrissült a Minecraft 1.19-es verziójára, miután éveken át az 1.12-es verzión futott. A szerverhez hozzáadott újítások közül több is vitákat váltott ki – ezek közé tartozott a már korábban kialakított területek visszaállítása (reset), valamint egy úgynevezett „puha tárgygazdaság-újraindítás” (soft item economy reset), amely során bizonyos tárgyakat eltávolítottak vagy csökkentették a mennyiségüket a játékosok készleteiben és tárolóiban. Ez leginkább a régebbi verziók által lehetővé tett duplikált tárgyakat éríntette. Ez komoly közösségi felháborodáshoz vezetett.
Augusztus 24-én Hausemaster bocsánatot kért, és megmagyarázta döntéseinek hátterét. Másnap bejelentette, hogy a szerver ideiglenesen visszatér az 1.12-es verzióra, majd ezt követően ismét frissül 1.19-re – de ezúttal a vitatott változtatások nélkül. Emellett lehetőséget biztosított azok számára, akik fizettek a prioritásos várólistás hozzáférésért és elégedetlenek a változásokkal, hogy visszatérítést kérjenek.

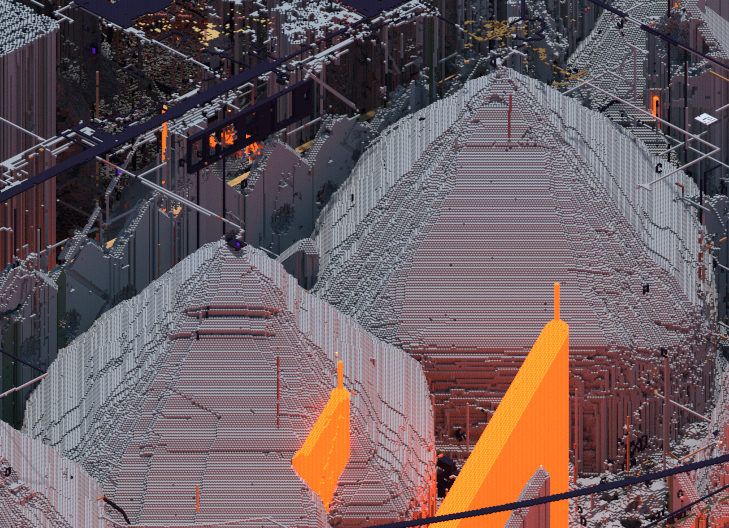
Két lavakastot készítettek mesterséges dombok és egyenetlen terep létrehozására. Egyéb felhasználások mellett a lavakastok építhetők arra is, hogy elzárják az új játékosok útját a spawn régióból a térkép többi része felé. A jobb alsó sarokban egy befejezetlen lavakast is látható (jelenleg lávával borítva)

## Kultúra

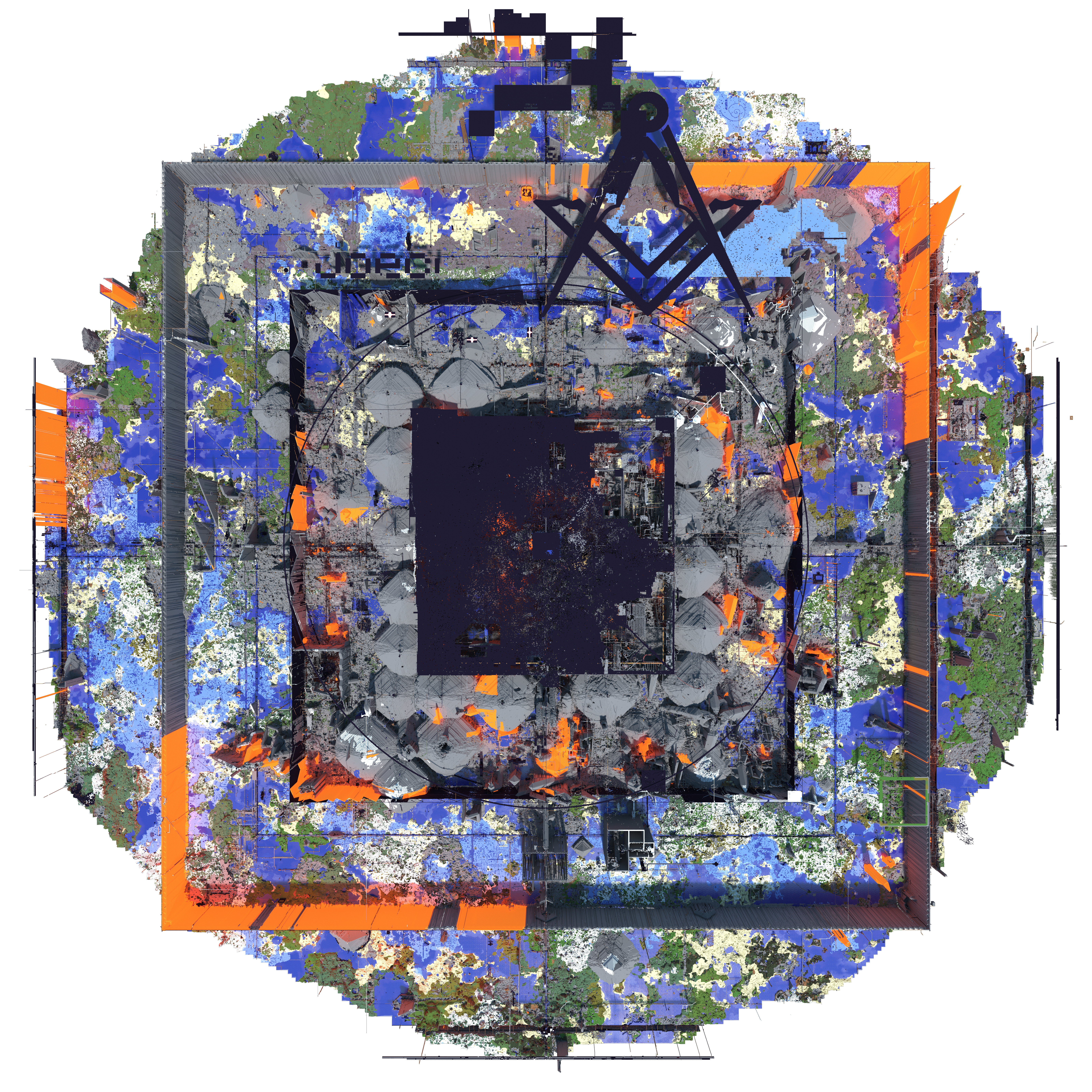
Egy légi render a spawn régióról 2019 júliusában, amely a térkép közepére összpontosít, és átmérője kicsit több mint 4 000 blokk. A renderelt képen látható a hatalmas pusztítás és területmódosítás, amelyet a terep átalakítására végeztek, beleértve az olyan hatalmas struktúrák építését, mint a figyelemre méltó Square and Compasses (jobb felső).

A 2b2t kultúrája – akárcsak a Minecraft anarchiaszerverei általában – ellenséges és nihilista jellegű. A játékosoknak általában el kell rejteniük a felszerelésüket, jól fel kell fegyverkezniük a túléléshez, és számíthatnak arra, hogy többször is megölik őket. Ezt tovább súlyosbítja, hogy a szerver „hard” (nehéz) nehézségi szintre van állítva, és engedélyezve van a játékosok közötti harc (PvP), ami jelentősen megnehezíti a túlélést. A régi játékosok gyakran ellenségesek az újakkal szemben, akiket gyakran "newfag"-nek csúfolnak. A globális chatsávban gyakori a spam, a trollkodás és a becsmérlő beszéd, de ugyanúgy előfordulnak rasszista sértések, halálos fenyegetések és náci propaganda is. Obszcén tartalmakra és úgynevezett „screamer” videókra mutató linkek szintén gyakran bukkannak fel. A játékosok gyakran hazudnak egymásnak, hogy csapdába csalják őket a játékban. Egy általános szabály a játékosok körében: senkiben sem szabad megbízni.
A játékosok gyakran helyeznek el csapdákat a belépési (spawn) zóna körül: lávával teli gödröket, felgyújtott területeket, vagy olyan portálokat, amelyek lávába, illetve bezárt obsidián szobákba vezetnek – ezáltal a játékos kénytelen kilépni és újra csatlakozni, majd ismét végigvárni a hosszú várólistát. Egyes játékosok „lavacast” néven ismert hatalmas akadályokat hoznak létre, ahol vizet és lávát öntenek kőlépcsőkre, amiből szögletes, csipkézett kőtömb-hegységek jönnek létre. Ezek az építmények teljesen körülveszik a spawn területét, és közülük sok eléri a térkép magassági korlátját. Időnként előfordulnak úgynevezett „spawn inváziók” is, amikor több tucat játékos összefog, hogy rövid időre átvegye az uralmat a spawn felett: bázist építenek, új játékosokat gyilkolnak, vagy más bázisokat rombolnak le. A tapasztalatlan játékosoknak sok próbálkozásra és akár órákra is szükségük lehet, mire „megszöknek” a spawn területről – ahol minden erőforrást elpusztítottak vagy elhasználtak több ezer blokknyi rádiuszban. A leggyakoribb halálok az éhhalál, mivel a játékos nem képes kijutni a spawnból. Segítség (pl. hackek vagy glitchek) nélkül egy játékos nagyjából 1500 blokk távolságot képes megtenni élelem nélkül, mielőtt meghalna. Roisin Kiberd, a Newsweek újságírója szerint az is hozzájárulhat a 2b2t vonzerejéhez, hogy „senki sem él sokáig, így büszkeségre ad okot, ha valaki ott halt meg”.
A tapasztalt játékosok messze a spawn területétől élnek viszonylagos biztonságban, ahol lehetőségük van építkezni és játszani. A térkép távolabbi részei kevésbé pusztultak el, így ott fák és állatok is találhatók. A játékosok által épített utak – az úgynevezett „highwayek” – segítik a spawnból való kijutást. A szerveren nincs semmiféle tulajdonjogi etikett; amit valaki megépít, azt bárki bármikor elpusztíthatja, ha rátalál. Ez a pusztítás, amit „griefing”-nek neveznek, annyira mindennapos, hogy Brendan Caldwell, a Rock, Paper, Shotgun újságírója úgy fogalmazott: „ez már csak olyan, mint az időjárás”.Mindezek ellenére minden év április elsején megrendezésre kerül egy esemény, amikor a szerver pár napra másik térképre vált, és a játékosok összefoghatnak, hogy közösen játszanak.
A játékosok gyakran módosított Minecraft kliensprogramokat használnak, amelyek különféle csalásokat tartalmaznak, például röntgenlátást (X-ray), jobb célzást íjjal vagy karddal, illetve radart. A módosításokat a 2b2t szabálymentes környezete megengedi. Ezek a kliensek nagyban segítik a játékosokat a túlélésben és a tájékozódásban. Azok, akik nem használnak ilyen programokat, jelentős hátrányban vannak. Mivel a szerver térképe több mint egy évtizede létezik, a 2b2t zárt szubkultúrává fejlődött, saját történelemmel és értékrenddel. Martin Paul Eve, a digitális bölcsészet kutatója megállapította, hogy a 2b2t történelmét dokumentáló wiki úgy hivatkozik a játékvilágra, mintha az egy teljes univerzum lenne. A 2b2t szubkultúráját a Warez szcéna dokumentumaihoz hasonlította, és megjegyezte, hogy ezek a források gyakran maguk is részesei a szubkultúrának, és nehezen érthetők külső tapasztalat nélkül.

### Fogadtatás
Robert Guthrie a Kotakutól és Andrew Paul a Vice-tól egyaránt a 2b2t-t nevezték a Minecraft legrosszabb szerverének. Paul a szervert egy „fantáziadús világként” jellemezte, amely egyszerre lehetőség és borzalom, és úgy találta, hogy a 2b2t egyfajta virtuális „id”-ként működik, amely az „ellenőrizetlen populista tudatáramlatot” képviseli. Brendan Caldwell, a Rock, Paper, Shotgun újságírója a 2b2t-t a játék „legobszcénabb szervereként” írta le. 2012 júniusában Craig Pearson, a PCGamesN munkatársa a Minecraft legoffenzívebb szerverének nevezte a 2b2t-t, kiemelve annak érzéketlenségét és obszcenitását, amely nyelvhasználatban, horogkeresztekben és a szerver ellenséges játékosbázisában nyilvánult meg. 2013-ban egy Jeremy Peel által írt PCGamesN cikk a Minecraft újonnan bejelentett beépített szerverhoszting szolgáltatásáról, a Minecraft Realmsról számolt be, és megjegyezte, hogy az elfogja távolítani a gyerekeket a 2b2t-től. 2014-ben Tim Edwards a PCGamesN-ben, a Microsoft Minecraft átvételével kapcsolatban írt cikkében azt tanácsolta nekik, hogy ne legyenek „prűdek” a játékosok által készített alkotásokkal kapcsolatban, kijelentve, hogy „a 2b2t még mindig egy csodálatos teljesítmény, horogkeresztek nélkül is”.

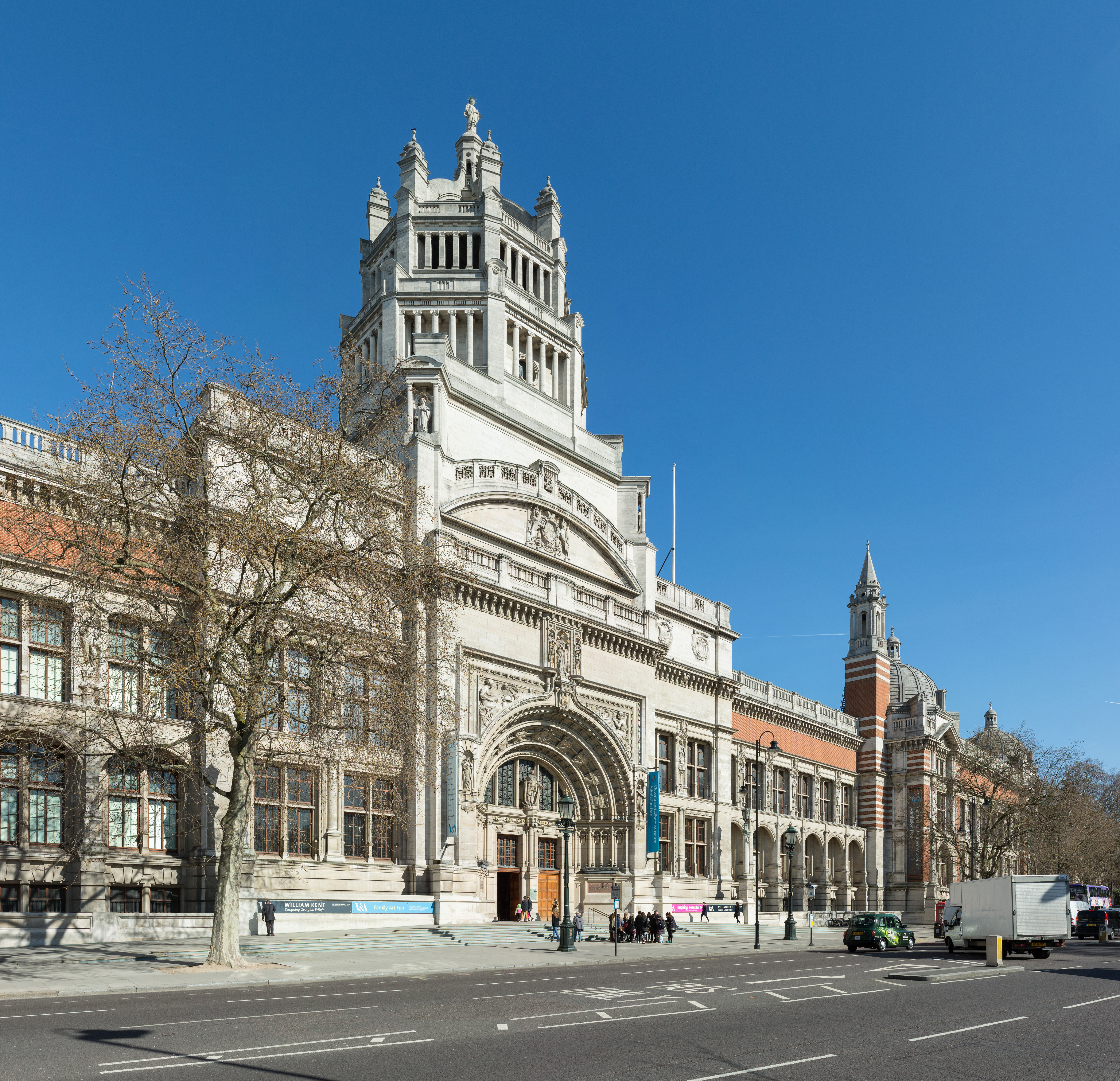
A Victoria és Albert Múzeum Londonban, ahol a 2b2t 2018 és 2019 között kiemelt szerepet kapott

2016-ban Roisin Kiberd a Newsweek-ben és a The Independent-ben a 2b2t-t a Minecraft egy gonosz formájának nevezte, egy olyan helynek, amely egyszerre szép és rémisztő. Kiberd a szervert „pokolnak” titulálta, kijelentve, hogy „nem biztonságos az élet számára”, mivel a szerver „szabad kezet ad a játékosok legmélyebb impulzusainak”. Kiberd arra a következtetésre jutott, hogy a szerveren való játék legnagyobb vonzereje az, hogy megtanulhatók a korlátlan szabályokkal rendelkező szerver lehetőségei, valamint annak elviselése, hogy egy ellenséges környezetben kell boldogulni. Kiberd azt is megjegyezte, hogy van egy úgynevezett „meta-narratíva” a 2b2t fölött, amelyben a játékosok a YouTube-ot és a Reddit-et használják az in-game események elemzésére és kommentálására. Egy 2013-as IGN cikk és videó a 2b2t spawn területét a Minecraft hat legjobb dolga közé sorolta, és a szervert a Minecraft szerverek „végső főellenségeként” írta le, mint a pusztítás és közömbösség ünneplését. A cikk kiemelte a 2b2t hajlamát a griefingre, a hackelt kliensek használatát és a játékosok által épített obszcén tartalmakat, valamint azt állította, hogy azoknak, akik „vastag bőrrel” rendelkeznek, legalább egyszer el kell látogatniuk a 2b2t-re.
2018. szeptember 8. és 2019. február 24. között a 2b2t szerepelt a Victoria and Albert Múzeum Videogames: Design/Play/Disrupt című kiállításában Londonban. A kiállítás célja a videojátékok és azok tervezési folyamatának bemutatása, valamint az, hogy hogyan vonzzák be a játékosokat, és milyen társadalmi és etikai kérdések merülnek fel körülöttük. A Minecraft a kiállítás harmadik szakaszában volt erőteljesen jelen, amely a játékokat vizsgálta, amelyekben a játékosok „maguk is alkotókká és tervezőkké válnak, gyakran nagy online közösségek részeként”. A 2b2t a Minecraft ezen aspektusát képviselte, és 15 másik videojáték mellett szerepelt. A szervert úgy írták le, mint „tele van a történelem régészeti nyomaival… egy palimpszesztus táj, amelyet a játékosok közötti viszályok, hackek, amelyek hatalmas struktúrákat injektálnak a világba, és az internetes közösségek különböző hullámai írtak és írtak át.”
A Introduction to Game Design, Prototyping, and Development című könyvben, amelyet a Pearson Education adott ki 2017 augusztusában, a 2b2t-t úgy írták le, mint egy „kopár poklot”, amelynek természete a „játéknak az alapvető mechanikájának végső kifejezése”, utalva a Minecraft nyitott végű homokozószerű természetére. A The Ultimate Minecraft Creator című könyv, amelyet a Triumph Books adott ki 2014 júliusában, azt állította, hogy a 2b2t nyelvezete és viselkedése, a griefing és a csalás ellenére a szerver egyedülálló és szórakoztató élményt nyújt azok számára, akik hajlandóak elviselni a negatív aspektusait.
A 2b2t szerepelt a svéd P3 Spel (P3 Games) podcast egy epizódjában is, amely a Sveriges Radio műsora, és amely a 2b2t-t a Minecraft „leginkább emlegetett” szervereként jellemezte, valamint azt, hogy hogyan vált története során a „káosz boszorkányfőzőjévé”. A Master Builder 3.0 Advanced és az Ultimate Guide to Mastering Minigames and Servers, amelyeket a Triumph Books adott ki 2015 áprilisi és 2016 áprilisi dátummal, egyaránt azt állították, hogy a 2b2t „a nyilvános [Minecraft] szerverek online királysága között helyezkedik el”.
- Kép:ThebesAndSound_2b2t_Layers_of_Spawn_Render_Late_2017.png
- Egy render ugyanebből a nézőpontból 2020 februárjából, amely — a 2017-es renderhez képest — jól szemlélteti, hogy a spawn terület pusztítása idővel jelentősen fokozódott
- Egy render a 2b2t spawn régiójáról 2019 júniusából, amely izometrikus vetületben oldalnézeti alternatívát nyújt a Kultúra szekcióban szereplő